# Bruno Amstad (Sänger)
Bruno Amstad (* 1964 in Stans; † 25. Januar 2024) war ein Schweizer Vokalist im Bereich der Improvisierten Musik und des Jazz.

## Leben und Wirken
Amstad war in den 1980er Jahren zunächst als Soul-, Funk- und Rocksänger aktiv. Dann wechselte er in den Bereich der Jazz- und Weltmusik. Christy Doran holte ihn in sein Projekt New Bag, in dem er zwölf Jahre lang tätig war (mit Wolfgang Zwiauer, Fabian Kuratli, Hans-Peter Pfammatter, Dominik Burkhalter und Vincent Membrez) und auf sieben Alben zwischen 1999 und 2011 dokumentiert wurde. Des Weiteren entwickelte er mehrere Soloprogramme.
Auch sang er in der Gruppe Bazaar der Harfenistin Asita Hamidi (u. a. mit Björn Meyer, Kaspar Rast); dort entwickelte sich Amstad zu einem wichtigen Vertreter der Schweizer Weltmusik-Szene. Auch gehörte er zu Sandro Schneebelis internationalem Projekt Scala Mobile (gemeinsam mit Antonello Messina und Paul McCandless).
In den letzten zwanzig Jahren trat Amstad mit verschiedenen Bands und Projekten in über fünfzig Ländern auf, unter anderem mit Fredy Studer, Phil Minton, Lauren Newton, John Zorn, Christian Weber/Joke Lanz, DJ Olive, Markus Breuss oder Martin Baumgartner. In den letzten Jahren arbeitete Amstad vermehrt auch in Theater-, Film- oder Hörspielprojekten. Er kooperierte mit der Werkstatt für Theater Luzern; auch mit Albin Brun arbeitete er für das Theater. Im Theater Rigiblick wirkte er in diversen Tribute Shows mit (u. a. Tribute to Woodstock, Tribute to John Lennon und Tribute to Neil Young). In der Schweiz war er einer der ersten, die Loops in ihren Bands und Solo-Programmen anwendeten. Beim Festival «Alpentöne 2023» trat er mit Corin Curschellas auf. Zuletzt wirkte er als musikalischer Leiter für den 100. Geburtstag der Aufführungen des Großen Welttheaters in Einsiedeln.
Am 25. Januar 2024 starb Amstad an den Folgen eines langjährigen Krebsleidens.

## Preise und Auszeichnungen
Amstad erhielt 1995 einen Werkbeitrag von Stadt und Kanton Luzern; 1999 folgte der Anerkennungspreis der Stadt Luzern. Im selben Jahr wurde er auf dem Filmfestival Locarno für die beste Filmmusik im Bereich Industriefilm ausgezeichnet. 2004 wurde ihm der ZKB Jazzpreis verliehen.

## Diskographische Hinweise
- Culture Shock (Musikvertrieb 2002)
- WAL Law & Disorder (Unit Records 2003, mit Joke Lanz und Christian Weber)
- DOM Dissolved (BCA Records 2005)
- Tiniest Sparks but Enormously Hip (Bazaarpool 2007)
- Albin Brun / Bruno Amstad: Albireo (Bazaarpool 2009)
- Bruno Amstad / John Wolf Brennan / Christy Doran / Patrice Héral: Triangulation: Whirligigs (Leo Records 2010)

Unter anderen Namen:
- Asita Hamidi’s BAZAAR Åjne (EMI Records 2002)
- Asita Hamidi’s BAZAAR Blue Ark (Bazaarpool 2004)
- Asita Hamidi’s BAZAAR Live (Bazaarpool 2006)
- Asita Hamidi’s BAZAAR S.W.E.N. (Bazaarpool 2009)
- Christy Doran’s NEW BAG Confusing the Spirits (OnCue Records 1997)
- Christy Doran’s NEW BAG Black Box (Double Moon Records 71022, 2001)
- Christy Doran’s NEW BAG Heaven is Back in the Streets (Double Moon Records 71031, 2002)
- Christy Doran’s NEW BAG Perspectives (Between the Lines BTL 71204, 2004)
- Christy Doran’s NEW BAG Now’s the Time (Between the Lines BTL 71214, 2006)
- Christy Doran’s NEW BAG The Competence of the Irregular (Between the Lines BTL 72119, 2008)
- Christy Doran’s NEW BAG Take the Floor and Lift the Roof (Double Moon 71103, 2011)